# クライミングジャーナル
『クライミングジャーナル』は、白山書房がかつて発行していたロッククライミング専門誌。

## 概要
白山書房が1982年に創刊し、1991年に休刊となった。全53号。略称は「クラジャー」。
表紙のサブタイトルは「いま一番過激なスポーツ・マガジン」。
同社が発行していた他の登山雑誌に『Fall Number』がある。
同時代のクライミング専門誌に山と溪谷社『岩と雪』（1958-1995年）がある。

## 歴代編集長
- 4代目 - 菊地敏之